# Terpna ruficosta
Terpna ruficosta là một loài bướm đêm trong họ Geometridae.